# Giuseppe Finocchiaro
Giuseppe Finocchiaro (Catania, 7 giugno 1965 – Catania, 17 febbraio 2022) è stato un pianista e compositore italiano.

## Biografia
Pianista, compositore, arrangiatore, didatta, nasce nel 1965 a Catania, ed inizia, all'età di sette anni, lo studio del pianoforte classico, che presto abbandona, perché attratto dalla musica improvvisata e dalla composizione. Consegue la laurea in Pianoforte Jazz con il massimo dei voti e la lode, in seguito la laurea di II Livello con il massimo dei voti in Composizione Jazz. Nell'89 incide il suo primo lavoro discografico con il quintetto Inno “Insonnie”, per la Splasc(h)Records, ed inizia l'attività professionale partecipando a molti Festival Jazz Europei.
Nel 90 è Finalista al “Premio Internazionale Carlo Vivary” in Cecoslovacchia, con il Trio Inno. Ha collaborato con vari artisti italiani e stranieri tra i quali il trombettista Roy Paci, la cantante pop Carmen Consoli, la cantante folk Rita Botto, il contrabbassista Stefan Looker, il violoncellista Paolo Damiani. È stato pianista nella Corelli Jazz Orchestra e nella Jazz Lab Ensemble.
Ha inciso quindici dischi di cui tre come solista: “Ondre” che ottiene il primo posto in classifica, rimanendoci per oltre due mesi su Radio Rai Uno; “Incipit” edito per la Dodicilune, accolto favorevolmente dalla critica nazionale specializzata e "Prospectus" nel 2016, sempre per l'etichetta salentina Dodicilune.
Varie le composizioni e gli arrangiamenti per Orchestra da Camera e Big Band, tra cui Taranta eseguita dall'Orchestra Sinfonica di Kiev e dall'Ensemble del Teatro Massimo Vincenzo Bellini di Catania, e “Alhambra” eseguita dall'Ottetto del Conservatorio Arcangelo Corelli di Messina. Impegnato anche nella scrittura musicale per il Teatro e la Danza.
È stato docente, nelle classi di Pianoforte Jazz/Moderno, Composizione Jazz e nei Corsi di Perfezionamento, classi di Musica d'Insieme e Improvvisazione presso Viagrande Studios CT.
Considerato dalla critica un pianista raffinato ed evocativo, le sue composizioni sono una sincera esplorazione nella Musica Colta Europea Moderna e nel Jazz Contemporaneo. Varie le collaborazioni. Era principalmente impegnato con il suo “Piano Solo” nel quale propone composizioni originali e rivisitazioni di (Gershwin, Wheeler, Evans).

## Discografia
- Inno “Insonnie” - Splasc(h) Records, 1989
- Hajjaj And Sons - "Sbim Sbam", 1994
- Quintessenza “Five Jazz Singers”, 1997
- Quintessenza"Walkin'in the sky" - Lennonclub, 1998
- Taranta "Musica e Mediterraneo" - SolMusic, 1999
- Giuseppe Mirabella"Demo" - AltiToni Records, 1999
- Taranta trio “Ondre” - SikaniaMusica, 2002
- Pop Players Ensemble“Classicamente Pop” - Portarossa, 2003
- Taranta Trio"Siciliae Antologia della Musica Siciliana" - Deja Vu Gold, 2006
- Giuseppe Finocchiaro "Sicilian Jazz Collection" - JIS Records, 2007
- Rita Botto "Donna Rita" - Recording Arts/Kind of Blue Records, 2007
- Giuseppe Finocchiaro "Incipit" - Dodicilune, 2008
- Gabriella Grasso "Cadò" - Universal Music Group, 2010
- Giuseppe Cucè "Attraversando Saturno", 2012
- Giuseppe Finocchiaro "Prospectus" - Dodicilune, 2016

## Altre attività
"Rapsodia Taranta" eseguita da Orchestra da Camera del Bellini.
Diretta dal M. Rosario Minuta:
2003 Auditorium Teatro del sole di Palermo.
2003 Festival "Note di Notte" di Ragusa.
2004 Teatro San Giorgi di Catania.
Orchestra Filarmonica della Repubblica Moldava.
Diretta dal M. William D'Arrigo:
2004 Auditorium "Le Ciminiere" di Catania.
Orchestra Sinfonica di Kiev.
Orchestrazione spettacolo teatrale "Filottete".
2006 Teatro "Scenario Pubblico" di Catania.
Musiche della commedia teatrale "La moglie perfetta"
2007 Teatro Comunale "Nino Martoglio" Belpasso CT.
Musiche per Balletti:
Spattacolo "Evoluzione"
2003 Teatro "Ambasciatori" di Catania
2005 "parole e suoni" con la collaborazione del poeta Biagio Salmeri.